# Краснодемби-Касми
Краснодемби-Касми (пол. Krasnodęby-Kasmy) — село в Польщі, у гміні Соколів-Підляський Соколовського повіту Мазовецького воєводства.
Населення — 51 особа (2011).
У 1975-1998 роках село належало до Седлецького воєводства.

## Демографія
Демографічна структура станом на 31 березня 2011 року:
|          | Загалом | Допрацездатний вік | Працездатний вік | Постпрацездатний вік |
| -------- | ------- | ------------------ | ---------------- | -------------------- |
| Чоловіки | 22      | 3                  | 14               | 5                    |
| Жінки    | 29      | 6                  | 15               | 8                    |
| Разом    | 51      | 9                  | 29               | 13                   |